# Albansk litteratur

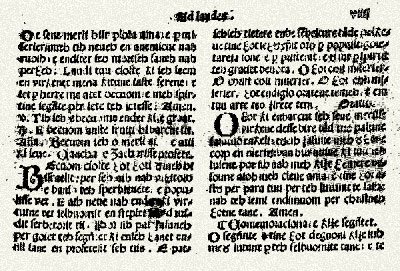
Delar ur den albanska mässboken (på albanska Meshari) av Gjon Buzuku, den äldsta daterade tryckta boken på albanska.

Albansk litteratur är skriven på två dialekter: gegiska (nordalbanska) och toskiska (sydalbanska).
Skriven litteratur på albanska är ej så gammal. De tidigaste skrifterna dateras till omkring 1400-talet. De första utgivna böckerna på albanska var skrivna av romersk-katolska prästmän. Detta skrivande var inte stadigvarande under 1700-talet, men växte fram under 1800-talet.[källa behövs]
Före 1900-talet använde albanska författare sig av flera olika alfabet för att skriva på albanska (kyrilliska, latinska, grekiska, arabiska och så vidare).
Den äldsta kända albanska skriften författades av Teodor Shkodrani och publicerades 1210. Den upptäcktes i slutet av 1990-talet i arkiven hos Vatikanstaten. Den är numera försvunnen och kan ha varit en förfalskning.
Den första kända albanska boken i säkert förvar är Meshari från 1500-talet, skriven av Gjon Buzuku.
Under det osmanska riket kväste osmanerna albanernas litteraturliv och all litteratur skriven på albanska förbjöds. De albanska författarna bosatta i Italien drog emedan nytta av den kulturella friheten som rådde i landet, då ingen restriktion för bokutgivning på albanska gällde på italiensk mark. Under 1800-talets andra hälft uppstod den albanska nationella rörelsen i ursprungslandet och i förskingringen som återupplivade den albanska litteraturen. Bland författarna, många förevigade på gatunamn, märks Naim Frashëri, Gjergj Fishta och Migjeni.[källa behövs]

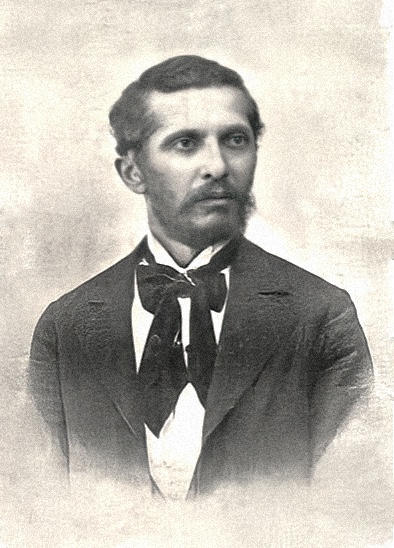
Naim Frashëri räknas i dag som Albaniens nationalskald.

Albaniens skrivna litteratur av nationalistisk karaktär utvecklades först av italoalbaner i Kalabrien i mitten av 1800-talet och av albanska intellektuella i Konstantinopel under 1800-talets andra hälft. Naim Frashëri (1846–1900), Albaniens nationalskald, hörde till gruppen i Konstantinopel. Hans mest ansedda verk är Bagëti e Bujqësi (Boskap och jordbruk), Histori e Skenderbeut (Historien om Skanderbeg), och en samling korta dikter, Lulet e Verës (Vårens blommor). Gjergj Fishta (1871–1940), en franciskanmunk som var aktiv inom den albanska nationalistiska rörelsen, skrev ett lyriskt episkt diktverk, Lahuta e Malcís (Höglandets fiddla), som anses vara ett mästerverk i albansk litteratur. Han var den förste alban att nomineras till Nobelpriset i litteratur.
Den mest kände bland de arberesjiska författarna är Jeronim De Rada.
Den första kända albanska sonetten skrevs 1777 av arberesjen Nikollë Keta.
Den huvudsakliga riktningen i albansk litteratur under mellankrigstiden var realism med inslag av romantik.
Migjeni, kallad "en meteor av albanskt litteraturliv", sågs av kommunistregimen i Albanien som en föregångare till socialistisk realism.
Mångsysslaren Fan Noli översatte William Shakespeares verk, och andra verk av betydande författare, till albanska.
Musine Kokalari var den första kvinnliga författaren i albansk litteratur.
Ali Podrimjas dikter hör till de mest översatta i den albanska poesin. Han avled i Frankrike sommaren 2012.

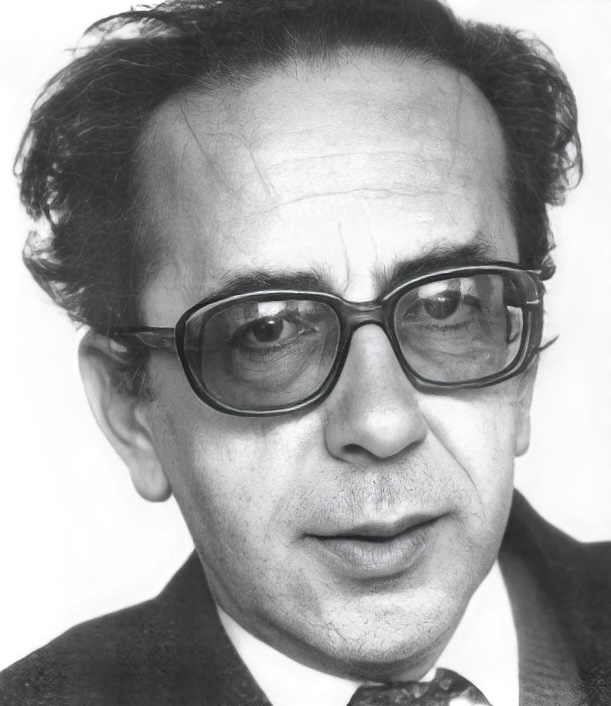
Ismail Kadare är en av de främsta författarna i albansk litteratur.

Ismail Kadare anses vara Albaniens främste och internationellt mest kände författare. Hans mest kända verk är Gjenerali i ushtrisë së vdekur ("Den döda arméns general"), som finns med i Århundradets 100 böcker enligt Le Monde. Flera av hans böcker finns översatta till svenska, bland annat Den hårda vintern (1980) och Vem förde hem Doruntine? (1988). Han blev 2005 första pristagare av Man Booker International Prize.
En samling albanska ord sammanställdes av tysken Gottfried Wilhelm von Leibniz. Författaren till den tidigaste kända ordboken på albanska språket, den latinsk-albanska ordboken (Dictionarium latino-epiroticum, publicerad 1635 i Rom), var den katolske biskopen Frang Bardhi (på italienska känd under namnet Franciscus Blanchus). En grammatika baserad på denna ordbok utgavs 1716 av Francesco Maria da Lecce och återpublicerades 1822 av Johann Severin Vater i hans verk Vergleichungstafeln der europaïschen Stamm-Sprachen und Süd-, West- Asiatischer.
Kulturen i Albanien undertrycktes av den kommunistiska regeringen, som även förföljde albanska författare och intellektuella. Ur detta uppstod ett litterärt och kulturellt vakuum i syfte att skapa en ny nationell identitet baserad på den kommunistiska ideologin.
Ortografi-kongressen i Tirana fastslog 1972 principerna för ett enat skriftspråk, varefter den upptogs även av Kosovos akademi.